# Semecarpus caudatus
Semecarpus caudatus är en sumakväxtart som beskrevs av Jean Baptiste Louis Pierre. Semecarpus caudatus ingår i släktet Semecarpus och familjen sumakväxter. Inga underarter finns listade i Catalogue of Life.